# Jozefienen
De Jozefienen of Zusters van de Heilige Jozef vormen een rooms-katholieke zustercongregatie in België, waarvan het moederhuis zich bevindt te Sint-Niklaas.

## Geschiedenis
De oorsprong van de congregatie ligt in Sint-Niklaas. In het begin van de 18e eeuw werden de weeskinderen daar uitbesteed aan particulieren. In 1717 werd een weeshuis opgericht in de Kalkstraat. Hier werden 32 kinderen opgenomen die er tot hun 20e jaar bleven. Ze kregen onderricht in lezen, schrijven en godsdienst, en de meisjes leerden daarnaast handwerken, spinnen en het vervaardigen van kant. In 1755 werd door de Spinessen een spinhuis opgericht aan de Hofstraat, waar zowel wol als vlas werd gesponnen. In 1799, tijdens de beloken tijd, werd deze activiteit door het Franse gezag stopgezet. In 1806 werd het weeshuis naar deze plaats overgebracht. Het werd oorspronkelijk geleid door leken.
In 1811 dreigde Napoleon Bonaparte de jongens op te roepen voor militaire dienst. Door hen weer bij particulieren onder te brengen werd dit risico verkleind. In het weeshuis waren toen enkel nog meisjes, en stond het voortaan bekend als Meyskens Weeshuys. In 1814 kwamen de Zusters-Spinessen terug en namen de leiding van het weeshuis over. Naast een meer ordelijk regime werden, in plaats van het spinnen, de fijnere handwerken zoals naaien en kantbewerking ingevoerd. Lezen en schrijven nam ook weer een grotere plaats in.
In 1845 kregen de zusters een nieuwe regel van de Bisschop van Gent opgelegd. Voortaan zouden ze een congregatie vormen, welke de Jozefienen genoemd werd. Zij groeiden uit tot een congregatie die op 17 plaatsen een vestiging had. In 1860 startten zij in Sint-Niklaas een kostschool, en sindsdien begon het onderwijs een belangrijke taak te vormen. In 1870 werd ook een dagschool opgezet, en het geheel kreeg de naam: Instituut Heilige Familie. Dit kwam aan de Boonhemstraat.
Vanaf 1882 wijdde men zich ook aan de bejaardenzorg. Het kosthuis Heilig Hart Tereken werd hiertoe opgericht. In 1931 verhuisden de zusters naar de toenmalige Brouwerstraat (tegenwoordig de Richard Van Britsomstraat), waar het kasteel van de familie Janssens de Vaerebeeke aangekocht werd. Vanaf 1934 werd het instituut met een middelbare opleiding, en in 1935 ook met een handelsklas uitgebreid. In 1979 werd ook begonnen met de bouw van Het Hof, waar in 1983 de eerste bejaarden in trokken.
De monumentale grafzerk van de zusters bevindt zich op het kerkhof van Tereken.